# Everaldo Pereira
Everaldo Días Pereira, más conocido como Pastor Everaldo (Río de Janeiro, 22 de febrero de 1956), es un ministro evangélico, empresario y político brasileño. Es un miembro importante de las Asambleas de Dios y presidente del Partido Social Cristiano (PSC), por el que fue candidato a la presidencia de la República en las elecciones de octubre de 2014. En mayo de 2016 bautizó en las aguas del río Jordán a Jair Bolsonaro, que dos años y medio después sería elegido presidente de Brasil.

## Biografía
Everaldo Pereira es hijo del pastor Heraldo Pereira y de la misionera Dilma Pereira. Nació el 22 de febrero de 1956) en Acari, barrio pobre de la Zona Norte de Río de Janeiro. Es hermano de Meire-laine, Ivete, Edivaldo, Edimilson y Marcos. Comenzó a trabajar muy pronto, con seis años ayudaba al padre a vender plantas en la feria. A los diez años pasó a vender bananas y después tazas y vasos. También fue aprendiz de albañil.
En 1970 asistió al Instituto de Resseguros de Brasil (IRB) y a los 17 años ingresó en la Facultad de Economía y Finanzas de Río de Janeiro. Trabajó en compañías de seguros y poco tiempo después montó su propia empresa. En 1989 apoyó la campaña de Leonel Brizola a la Presidencia, y desde entonces, participa de la vida pública.
Casado en segundas nupcias con la cantante gospel Ester Batista, es padre de tres hijos. Su primera boda fue con Maeli de Almeida. Entre una y otra boda, Everaldo tuvo una relación con Kátia Míriam Offredi Maia, que lo acusó de agresión física, seguida de amenaza de muerte. Kátia Míriam Offredi alega haber vivido en unión estable con Everaldo Pereira.

## Carrera política
Everaldo se mantuvo en los bastidores de la política carioca hasta resultar victorioso Anthony Garotinho (PR) y Benedita de Silva (PT), ambos evangélicos, en el gobierno del Estado. Con el apoyo del exdiputado obispo Manoel Ferreira (PSC), líder de la iglesia de Everaldo Pereira, entre 1999 y 2002 fue subsecretario de la Casa Civil en el gobierno de Río de Janeiro, siendo responsable de promover el llamado “cheque ciudadano”, una bolsa de ayuda social a las familias. En 2003, se afilió al Partido Social Cristiano (PSC) como vicepresidente. Después de más de una década en el partido, fue candidato a la presidencia de la República en las elecciones de octubre de 2014. Quedó en 5º lugar, con el apoyo de un 0,75% de los electores. 

## Críticas y controversias
El pastor Everaldo Pereira fue considerado "enemigo público" por activistas de los derechos LGBT por haber sido uno de los inspiradores de la campaña "Hombre + Mujer = Familia", promovida por el PSC en 2012. También recibió críticas de defensores de los derechos de los homosexuales por afirmar que, si fuera electo presidente, propondría al Congreso Nacional revertir la decisión del Supremo Tribunal Federal (STF) de reconocer el Matrimonio entre personas del mismo sexo en todo el territorio nacional. El pastor también recibió críticas de sectores conectados a los Derechos de la mujer por ser contrario al aborto. Durante la campaña presidencial de 2014, Pereira también se posicionó contra las propuestas de "legalizar las drogas" y se llamó a sí mismo un "defensor de la familia".
En 2012 fue condenado en primera instancia a pagar a su exmujer, Katia Maia, una indemnización de cerca de 85.000 reales por daños morales y materiales. Pastor Everaldo recurrió la decisión del Tribunal de Justicia de Río de Janeiro y el caso aguarda la decisión de instancias superiores. En 2013, la exmujer de Pereira llevó al Superior Tribunal de Justicia (STJ) un nuevo proceso en el que lo acusa de agresión física, seguida de amenaza de muerte.
En agosto de 2016, Pastor Everaldo fue acusado amenazar de muerte a una joven que alegaba haber sido agredida y asediada sexualmente por el pastor Marco Feliciano, uno de los nombres más conocidos del PSC. La amenaza se dio en función de no haber aceptado quedar callada en pago de una cuantía de dinero que Pastor Everaldo le habría ofertado a la chica.
En enero de 2017, fue divulgado que en las Elecciones en 2012 habría pedido dinero al exdiputado Eduardo Cunha, por estar en un momento de desesperación total.